# Station Sprötze
Station Sprötze (Haltepunkt Sprötze) is een spoorwegstation in de Duitse plaats Sprötze, gemeente Buchholz in der Nordheide, in de deelstaat Nedersaksen. Het station ligt aan de spoorlijn Wanne-Eickel - Hamburg. Op het station stoppen alleen treinen van metronom. Het station telt drie perronsporen, waarvan twee aan een eilandperron.

## Treinverbindingen
De volgende treinserie doet station Sprötze aan:
| Serie | Treinsoort              | Route | Bijzonderheden |
| ----- | ----------------------- | --- | -------------- |
| RB 41 | Regionalbahn (metronom) | Hamburg Hbf – Hamburg-Harburg – Buchholz (Nordheide) – Sprötze – Tostedt – Rotenburg (Wümme) – Bremen Hbf |                |